# Michael Matthews
Michael Matthews Estepa (Canberra, 26 settembre 1990) è un ciclista su strada australiano che corre per il Team Jayco AlUla. Soprannominato Bling, ha caratteristiche di velocista resistente. Campione del mondo in linea Under-23 a Melbourne 2010, è professionista dal 2011: in carriera ha vinto tre tappe al Giro d'Italia, quattro al Tour de France e tre alla Vuelta a España. Ha indossato per otto giorni la maglia rosa (sei nel 2014 e due nel 2015) al Giro e per tre volte la maglia rossa (nel 2014) alla Vuelta, e si è aggiudicato una classifica a punti (nel 2017) al Tour; ha anche ottenuto la medaglia d'oro ai Mondiali 2017 di Bergen nella cronometro a squadre.

## Carriera

### Gli esordi e il titolo mondiale Under-23
Michael Matthews cominciò a gareggiare nel ciclismo all'età di sedici anni, dopo alcuni trascorsi nel motocross; dopo alcuni mesi si mise in luce a livello nazionale aggiudicandosi il campionato australiano Under-17. Nel 2008, nella categoria Juniores, vinse due tappe della 3Tre Bresciana. Nella stagione successiva si confermò vincendo in febbraio la medaglia d'argento Under-23 in linea ai campionati d'Oceania: passò così tra le file del Team Jayco-AIS. In Italia prese parte al Gran Premio della Liberazione, piazzandosi secondo dietro il veneto Sacha Modolo, e al ritorno in terra australiana partecipò all'edizione di fine anno dei campionati oceanici (valida per la stagione 2010): in quella rassegna si aggiudicò il titolo Under-23 sia a cronometro che in linea.
I risultati conseguiti nel 2009 gli permisero di partecipare al Tour Down Under 2010 con la selezione australiana. Obiettivi della nuova stagione furono le corse della Coppa delle Nazioni U23 UCI e i campionati del mondo, in programma in Australia. Dopo il Tour Down Under vinse una tappa al Tour of Wellington, concludendolo al quinto posto, e la frazione inaugurale e la terza al Tour de Langkawi. Dopo due secondi posti internazionali al Trofeo Piva e al Gran Premio della Liberazione, nel mese di maggio vinse la prima tappa del Tour of Japan, una cronometro, e in settembre chiuse ottavo al Tour de l'Avenir. Non fallì l'appuntamento con i Mondiali di casa, facendo suo nella volata di Geelong il titolo iridato nella prova in linea Under-23: tale successo gli permise di aggiudicarsi anche la vittoria nella classifica finale dell'UCI Oceania Tour.

### 2011-2012: il passaggio al professionismo con Rabobank

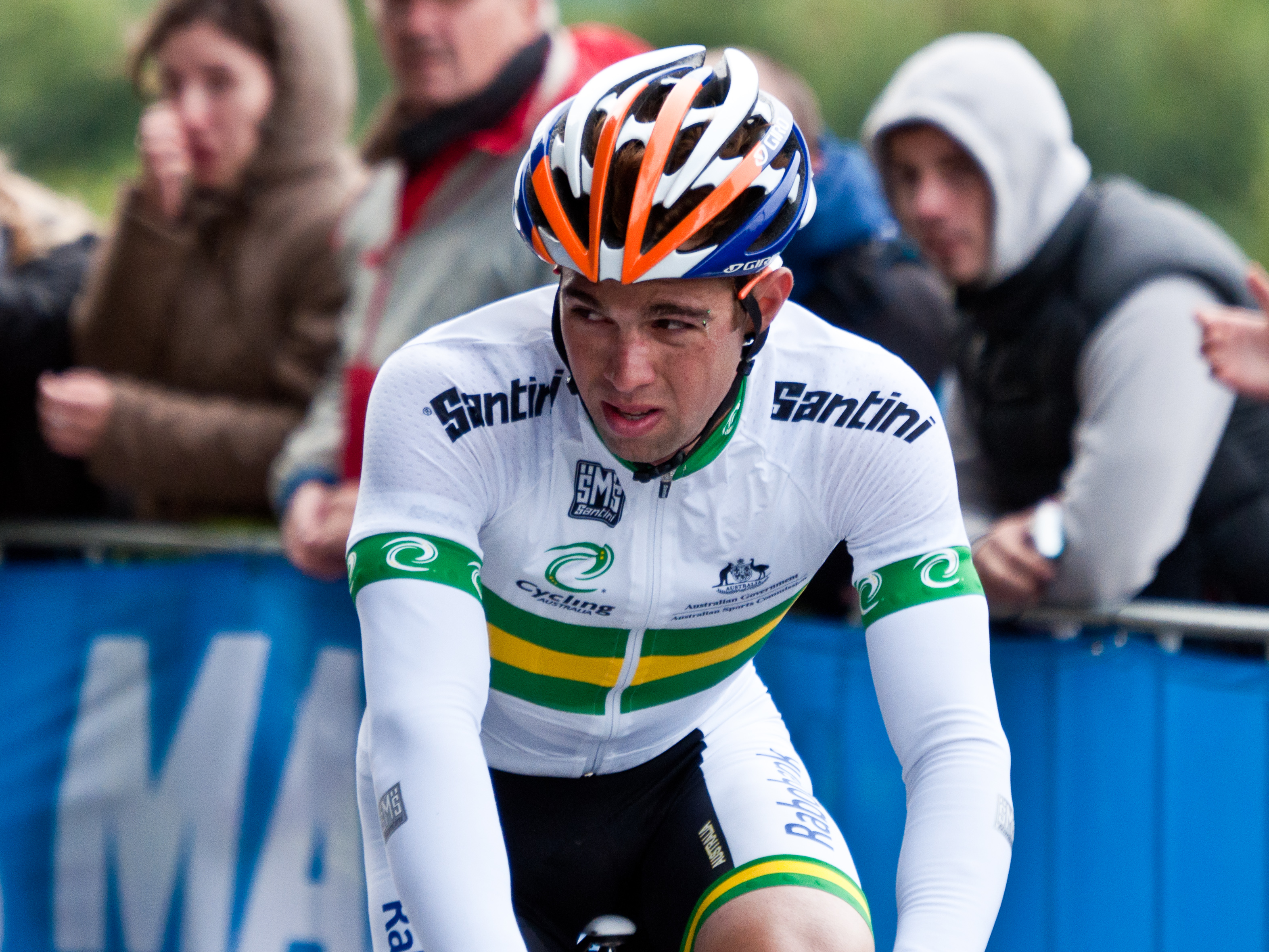
Matthews ai campionati del mondo 2012

Nel 2011 passò al team olandese Rabobank, debuttando così nel professionismo. Si mise in luce già al Tour Down Under, vincendo la terza tappa e terminando quarto in classifica generale. Tornò alla vittoria nel mese di marzo, aggiudicandosi la prima tappa della Vuelta a Murcia, e successivamente facendo sua, a fine aprile, la Rund um Köln. Concluse poi terzo al Rund um den Finanzplatz Eschborn-Frankfurt e secondo in una tappa del Giro di Polonia e in una del Tour of Britain.
L'anno dopo, sempre tra le file della Rabobank, colse due vittorie: la Clásica de Almería in febbraio, superando allo sprint Borut Božič, e una tappa al Tour of Utah in agosto, facendo sua anche la classifica a punti della corsa. Durante l'anno ottenne anche alcuni podi di tappa: un secondo posto al Tour Down Under, un terzo alla Vuelta a Andalucía e un terzo al Tour of California. Partecipò per la prima volta anche ai campionati del mondo Elite, a Valkenburg, ma la sua prova in linea si concluse con un ritiro.

### 2013-2016: gli anni alla Orica e le vittorie nei Grandi Giri
Per la stagione 2013 si trasferì all'Orica GreenEDGE: nella prima parte di stagione colse alcuni piazzamenti, tra cui il secondo posto in linea e il terzo a cronometro ai campionati australiani, il secondo posto alla Vuelta a La Rioja e due nuove piazze d'onore di tappa al Tour of California e al Giro del Delfinato. Tra agosto e settembre si aggiudicò invece la seconda e la quarta tappa al Tour of Utah, e due tappe alla Vuelta a España – la quinta e la ventunesima, frazione conclusiva con classico traguardo a Madrid.
Nel 2014, in seguito ai successi alla Vuelta a La Rioja e della terza tappa del Giro dei Paesi Baschi, partecipa al Giro d'Italia: assieme ai compagni della Orica vince la cronosquadre d'apertura a Belfast; in seguito conquista la maglia rosa al termine della seconda tappa e la porta fino al termine della settima. Come leader della generale vince la sesta tappa, con arrivo sullo strappo di Montecassino: nell'occasione riesce a evitare la maxi caduta nel finale, resistendo in testa alla corsa e precedendo in volata un gruppetto ristretto. A fine giugno fa sua la cronometro inaugurale del Giro di Slovenia, e nel finale di stagione vince una tappa alla Vuelta a España – dove indossa tre giorni la maglia rossa – e si piazza quattordicesimo nella prova in linea al Mondiale di Ponferrada, vinto dal polacco Michał Kwiatkowski.

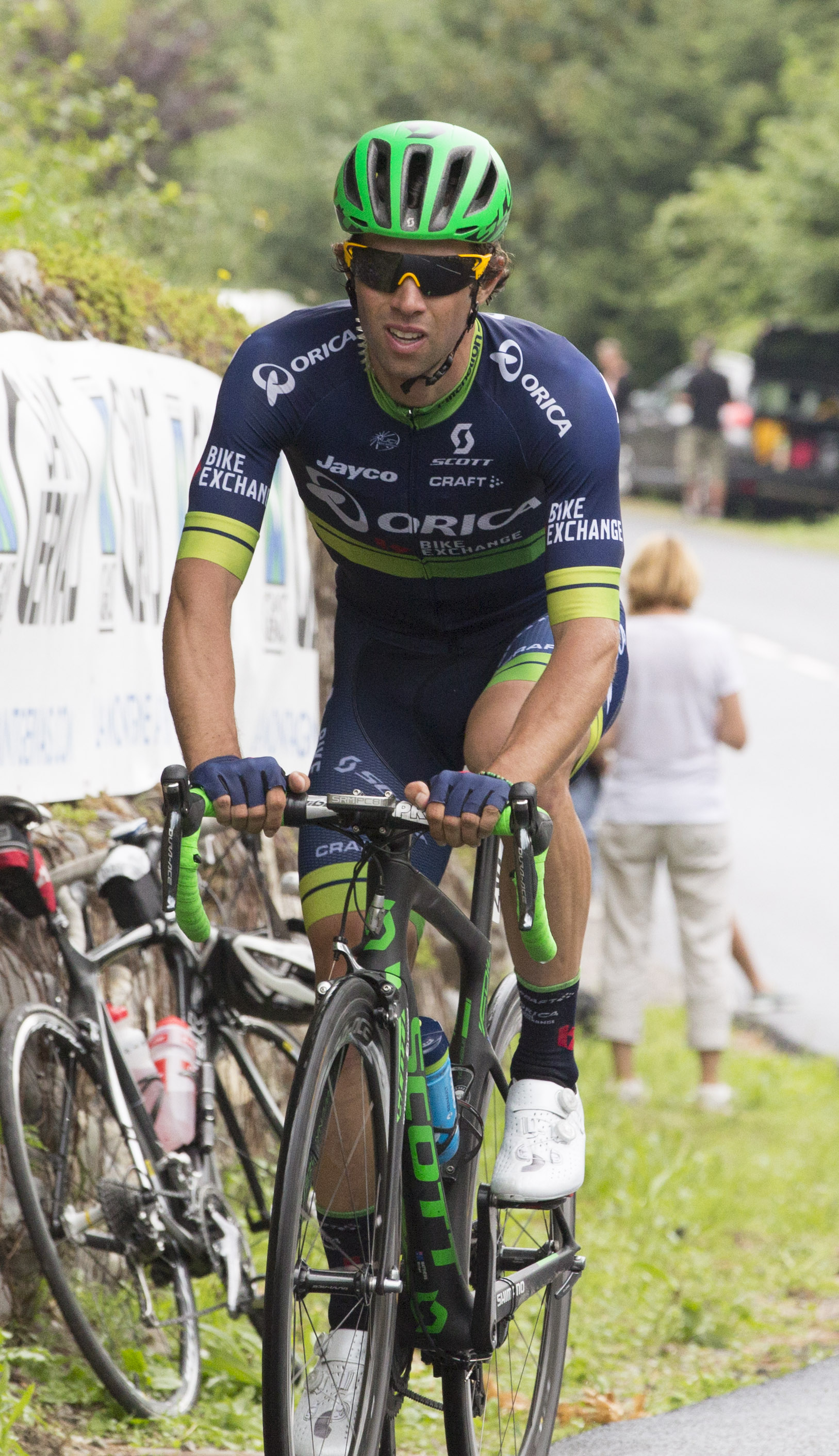
Matthews impegnato nella diciannovesima tappa del Tour de France 2016

Nel 2015 inizia la stagione vincendo una tappa e la classifica a punti della Parigi-Nizza, per poi piazzarsi terzo in volata alla Milano-Sanremo, vinta dal tedesco John Degenkolb. Dopo essersi imposto nella prima tappa del Giro dei Paesi Baschi, si piazza terzo all'Amstel Gold Race, alle spalle di Kwiatkowski e dello spagnolo Alejandro Valverde. Come l'anno precedente è primo nella cronosquadre iniziale del Giro d'Italia e si impone in maglia rosa al termine della volata della terza tappa: in seguito si ritira dalla Corsa Rosa, per poi partecipare al Giro di Svizzera, dove vince una tappa. A luglio esordisce al Tour de France, ottenendo come miglior risultato un ottavo posto. Nel finale di stagione si aggiudica quindi la seconda tappa del Tour of Alberta, e si piazza secondo sia al Grand Prix Cycliste de Québec alle spalle del colombiano Rigoberto Urán sia nella prova in linea del Mondiale di Richmond, a 3" dallo slovacco Peter Sagan.
Nel 2016 fa suo il prologo e la seconda tappa della Parigi-Nizza; successivamente si aggiudica anche la Vuelta a La Rioja e si piazza quinto all'Amstel Gold Race. Salta quindi il Giro d'Italia in favore del Tour de France, durante il quale vince, al termine di una fuga, la decima tappa. Al Mondiale di Doha arriva quarto nella volata a ranghi ristretti della prova in linea, vinta da Sagan.

### Dal 2017: il trasferimento alla Sunweb e la maglia verde al Tour

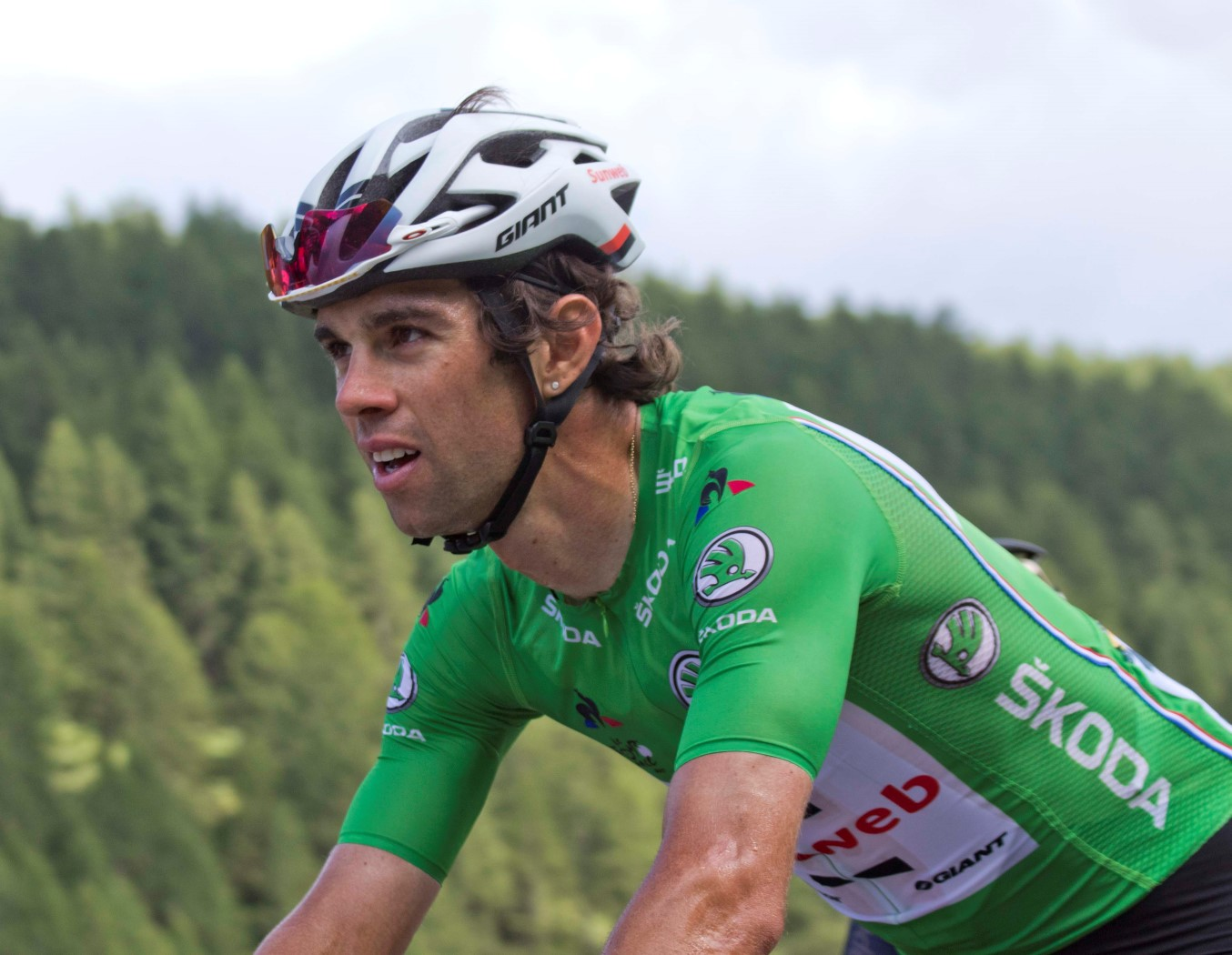
Matthews in maglia verde al Tour de France 2017

Passato alla Sunweb per la stagione 2017, dopo il successo nella prima tappa del Giro dei Paesi Baschi, si piazza decimo all'Amstel Gold Race e quarto alla Liegi-Bastogne-Liegi. Al Giro di Svizzera si impone in volata al termine della terza tappa, conquistando anche la maglia di capoclassifica per un giorno. Al successivo Tour de France ottiene un secondo posto nella terza tappa e un terzo nella settima; precede quindi il belga Greg Van Avermaet sullo strappo di Rodez, vincendo la quattordicesima frazione, e tre giorni più tardi si ripete nello sprint ristretto a Romans-sur-Isère, superando Degenkolb: a fine corsa si aggiudica anche la classifica a punti, interrompendo la serie di cinque vittorie consecutive di Sagan. Dopo aver conseguito alcuni altri piazzamenti, tra cui due terzi posti alla RideLondon - Surrey Classic e al Grand Prix Cycliste de Québec, il 17 settembre vince, assieme ai compagni di squadra, la cronosquadre ai campionati del mondo di Bergen; una settimana più tardi conquista invece la medaglia di bronzo nella prova in linea, vinta nuovamente da Sagan.
Inizia la stagione 2018 procurandosi una microfrattura alla spalla sinistra alla Omloop Het Nieuwsblad che tuttavia non gli impedisce di piazzarsi settimo alla Milano-Sanremo. Quinto alla Freccia Vallone, pochi giorni più tardi vince il prologo del Giro di Romandia. Prima del Tour de France si piazza secondo sia alla Eschborn-Francoforte sia nella quarta tappa del Giro di Svizzera, ottenendo anche qualche altro piazzamento. Tornato alla Grande Boucle dopo le grandi prestazioni della precedente edizione, è però costretto al ritiro al termine della quarta tappa per problemi gastrointestinali. Rimessosi in sesto vince sullo strappo di Geraardsbergen l'ultima tappa del BinckBank Tour, che conclude al secondo posto finale, a soli 5" dallo sloveno Matej Mohorič. Quarto alla Bretagne Classic Ouest-France, nel mese di settembre vince allo sprint entrambe le prove World Tour canadesi, il Grand Prix Cycliste de Québec e il Grand Prix Cycliste de Montréal. Ai campionati del mondo di Innsbruck, complice una prova in linea decisamente troppo impegnativa per le sue caratteristiche, disputa solamente la cronosquadre in maglia Sunweb, terminata al secondo posto dietro la Quick-Step Floors. Chiude un'annata difficoltosa con le ultime classiche del calendario italiano, non portandole a termine.

## Palmarès
- 2008 (Juniores)

Prologo 3Tre Bresciana (Molinetto di Mazzano > Molinetto di Mazzano, cronometro)
3ª tappa, 2ª semitappa 3Tre Bresciana (Verolanuova > Verolanuova, cronometro)
2ª tappa Grand Prix Général Patton (Wincrange > Wincrange)
7ª tappa Tour of the Murray River (Balranald > Balranald)
- 2009 (Team Jayco-AIS)

Campionati oceaniani, Prova a cronometro Under-23
Campionati oceaniani, Prova in linea
2ª tappa Tour of Bright (Bright > Bright, cronometro)
- 2010 (Team Jayco-Skins, due vittorie)

4ª tappa Tour of Wellington (Gladstone > Gladstone)
1ª tappa Tour de Langkawi (Kota Bharu > Kuala Berang)
3ª tappa Tour de Langkawi (Pekan > Mersing)
Prologo Tour of Japan (Sakai > Sakai, cronometro)
2ª tappa Ringerike Grand Prix (Geilo > Drammen)
3ª tappa Ringerike Grand Prix (Drammen > Vikersund)
Campionati del mondo, Prova in linea Under-23
- 2011 (Rabobank Cycling Team, tre vittorie)

3ª tappa Tour Down Under (Unley > Stirling)
1ª tappa Vuelta a Murcia (San Pedro del Pinatar > Alhama de Murcia)
Rund um Köln
- 2012 (Rabobank Cycling Team, due vittorie)

Clásica de Almería
3ª tappa Tour of Utah (Ogden > Università dello Utah/Salt Lake City)
- 2013 (Orica GreenEDGE, quattro vittorie)

2ª tappa Tour of Utah (Panguitch > Torrey)
4ª tappa Tour of Utah (Salt Lake City > Salt Lake City)
5ª tappa Vuelta a España (Sober > Lago de Sanabria)
21ª tappa Vuelta a España (Leganés > Madrid)
- 2014 (Orica GreenEDGE, cinque vittorie)

Vuelta a La Rioja
3ª tappa Giro dei Paesi Baschi (Urdax > Vitoria-Gasteiz)
6ª tappa Giro d'Italia (Sassano > Montecassino)
1ª tappa Giro di Slovenia (Lubiana > Lubiana, cronometro)
3ª tappa Vuelta a España (Cadice > Arcos de la Frontera)
- 2015 (Orica GreenEDGE, cinque vittorie)

3ª tappa Parigi-Nizza (Saint-Amand-Montrond > Saint-Pourçain-sur-Sioule)
1ª tappa Giro dei Paesi Baschi (Bilbao > Bilbao)
3ª tappa Giro d'Italia (Rapallo > Sestri Levante)
4ª tappa Giro di Svizzera (Flims > Schwarzenbach)
2ª tappa Tour of Alberta (Grande Prairie > Grande Prairie)
- 2016 (Orica GreenEDGE/Orica-BikeExchange, quattro vittorie)

Prologo Parigi-Nizza (Conflans-Sainte-Honorine > Conflans-Sainte-Honorine, cronometro)
2ª tappa Parigi-Nizza (Contres > Commentry)
Vuelta a La Rioja
10ª tappa Tour de France (Escaldes-Engordany > Revel)
- 2017 (Team Sunweb, quattro vittorie)

1ª tappa Giro dei Paesi Baschi (Pamplona > Eguesibar-Sarriguren)
3ª tappa Giro di Svizzera (Menziken > Berna)
14ª tappa Tour de France (Blagnac > Rodez)
16ª tappa Tour de France (Le Puy-en-Velay > Romans-sur-Isère)
- 2018 (Team Sunweb, quattro vittorie)

Prologo Giro di Romandia (Friburgo > Friburgo, cronometro)
7ª tappa BinckBank Tour (Lacs de l'Eau d'Heure > Geraardsbergen)
Grand Prix Cycliste de Québec
Grand Prix Cycliste de Montréal
- 2019 (Team Sunweb, tre vittorie)

2ª tappa Volta Ciclista a Catalunya (Mataró > Sant Feliu de Guíxols)
6ª tappa Volta Ciclista a Catalunya (Valls > Vila-seca)
Grand Prix Cycliste de Québec
- 2020 (Team Sunweb, una vittoria)

Bretagne Classic Ouest-France
- 2022 (Team BikeExchange-Jayco, due vittorie)

1ª tappa Volta Ciclista a Catalunya (Sant Feliu de Guíxols > Sant Feliu de Guíxols)
14ª tappa Tour de France (Saint-Étienne > Mende)
- 2023 (Team Jayco AlUla, una vittoria)

3ª tappa Giro d'Italia (Vasto > Melfi)
- 2024 (Team Jayco AlUla, due vittorie)

Ruta de la Cerámica-Gran Premio Castellón
Grand Prix Cycliste de Québec
- 2025 (Team Jayco AlUla, una vittoria)

Eschborn-Francoforte

### Altri successi
- 2008 (Juniores)

John Woodman Memorial
Classifica a punti 3Tre Bresciana
- 2010 (Team Jayco-Skins)

Classifica giovani Tour of Wellington
Classifica a punti Tour of Japan
1ª tappa Internationale Thüringen Rundfahrt (Bleicherode > Bleicherode, cronosquadre)
Classifica generale UCI Oceania Tour
- 2011 (Rabobank Cycling Team)

2ª tappa Jayco Bay Cycling Classic (Portarlington > Portarlington)
2ª tappa Cronulla International Grand Prix (Cronulla > Cronulla)
- 2012 (Rabobank Cycling Team)

Classifica a punti Tour of Utah
Cronulla International Grand Prix
- 2013 (Orica GreenEDGE)

Classifica a punti Tour of Utah
- 2014 (Orica GreenEDGE)

1ª tappa Giro d'Italia (Belfast > Belfast, cronosquadre)
Classifica a punti Giro di Slovenia
- 2015 (Orica GreenEDGE)

Classifica a punti Parigi-Nizza
1ª tappa Giro d'Italia (San Lorenzo al Mare > Sanremo, cronosquadre)
Classifica a punti Tour of Alberta
- 2016 (Orica GreenEDGE/Orica-BikeExchange)

Classifica a punti Parigi-Nizza
- 2017 (Team Sunweb)

Classifica a punti Tour de France
Campionati del mondo, Cronosquadre
- 2019 (Team Sunweb)

Classifica a punti Volta Ciclista a Catalunya
- 2022 (Team BikeExchange-Jayco)

Classifica a punti Giro di Svizzera
Classifica generale UCI Oceania Tour
- 2023 (Team Jayco AlUla)

Classifica a punti Tour Down Under
- 2024 (Team Jayco AlUla)

Campionati del mondo, Staffetta mista

## Piazzamenti

### Grandi Giri
- Giro d'Italia

2014: non partito (11ª tappa)
2015: non partito (14ª tappa)
2020: non partito (10ª tappa)
2023: 63º
- Tour de France

2015: 152º
2016: 110º
2017: 69º
2018: non partito (5ª tappa)
2019: 67º
2021: 79º
2022: 77º
2024: 89º
- Vuelta a España

2013: 110º
2014: 75º
2021: 70º

### Classiche monumento
- Milano-Sanremo

2011: 107º
2014: 78º
2015: 3º
2016: 59º
2017: 12º
2018: 7º
2019: 12º
2020: 3º
2021: 6º
2022: 4º
2024: 2º
2025: 4º
- Giro delle Fiandre

2019: 6º
2021: 21º
2022: 11º
2023: ritirato
2024: 11º
2025: 13°
- Liegi-Bastogne-Liegi

2013: 128º
2017: 4º
2018: 63º
2019: 35º
2021: 19º
2022: ritirato
2024: 36º
2025: 11º
- Giro di Lombardia

2013: ritirato
2017: ritirato
2018: ritirato

### Competizioni mondiali
- Campionati del mondo

Città del Capo 2008 - In linea Junior: 8º
Mendrisio 2009 - In linea Under-23: ritirato
Melbourne 2010 - In linea Under-23: vincitore
Limburgo 2012 - In linea Elite: ritirato
Toscana 2013 - In linea Elite: ritirato
Ponferrada 2014 - In linea Elite: 14º
Richmond 2015 - Cronosquadre: 4º
Richmond 2015 - In linea Elite: 2º
Doha 2016 - Cronosquadre: 3º
Doha 2016 - In linea Elite: 4º
Bergen 2017 - Cronosquadre: vincitore
Bergen 2017 - In linea Elite: 3º
Innsbruck 2018 - Cronosquadre: 2º
Yorkshire 2019 - In linea Elite: 24º
Imola 2020 - In linea Elite: 7º
Fiandre 2021 - In linea Elite: 25º
Wollongong 2022 - Staffetta mista: 3º
Wollongong 2022 - In linea Elite: 3º
Glasgow 2023 - In linea Elite: ritirato
Glasgow 2023 - Staffetta mista: 6º
Zurigo 2024 - Staffetta mista: vincitore
Zurigo 2024 - In linea Elite: ritirato
- Giochi olimpici

Parigi 2024 - In linea: 15º
- UCI World Tour/UCI World Ranking

UCI World Tour 2011: 63º
UCI World Tour 2012: 135º
UCI World Tour 2013: 89º
UCI World Tour 2014: 73º
UCI World Tour 2015: 20º
UCI World Ranking 2015: 11º
UCI World Tour 2016: 21º
UCI World Ranking 2016: 11º
UCI World Tour 2017: 9º
UCI World Ranking 2017: 9º
UCI World Tour 2018: 7º
UCI World Ranking 2018: 11º
UCI World Ranking 2019: 33º
UCI World Ranking 2020: 32º
UCI World Ranking 2021: 44º
UCI World Ranking 2022: 11º
UCI World Ranking 2023: 49º
UCI World Ranking 2024: 31º